# Déols
Déols é uma comuna francesa na região administrativa do Centro, no departamento Indre. Estende-se por uma área de 31,75 km². Em 2010 a comuna tinha 7 707 habitantes (densidade: 242,7 hab./km²).